# Marcia Furnilla
Marcia Furnilla, ou Martie Fulvie est une dame de la noblesse romaine qui vécut au Ier siècle. Elle fut la seconde et dernière épouse de l’empereur romain Titus.

## Famille
Marcia Furnilla vient d’une famille noble et distinguée. Elle était de la gens Marcii qui était de statut plébéien et qui faisait remonter leur origine à Ancus Marcius. Elle était la fille du sénateur romain Quintus Marcius Barea Sura et Antonia Furnilla. Sa sœur était Marcia, la mère d’Ulpia Marciana et de Trajan. Son père était un ami du futur empereur Vespasien (le père de Titus) et son oncle paternel était le sénateur Barea Soranus. Son grand-père paternel, Quintus Marcius Barea, fut consul suffect en 26 et deux fois proconsul de la province d’Afrique. Son grand-père maternel pourrait être Aulus Antonius Rufus, consul suffect en 44 ou 45?

## Vie
Marcia Furnilla naquit et fut élevée à Rome. En 63, elle épousa Titus, veuf de son premier mariage. Ce mariage fut un mariage arrangé mais eut de l’influence car il aida la carrière politique de Titus. Suétone décrit Furnilla comme très bien introduite dans la société. Le 17 septembre 64, Furnilla donna à Titus une fille : Julia Titi.
Tout comme le premier mariage, le second mariage fut court. La famille de Furnilla était en relation avec les opposants de l’empereur Néron. En 65, après l’échec de la conspiration de Pison, elle tomba en disgrâce. Titus estima qu’il ne pouvait pas être en contact avec des comploteurs potentiels et mit un terme à son mariage avec Furnilla. C’est lui qui éleva leur fille. Le sort ultérieur de Furnilla est inconnu.
Quand elle mourut, son corps fut placé près de celui de sa mère dans le mausolée de Gaius Sulpicius Platorinus et de sa sœur Sulpicia Platorina à Rome. Sulpicius était un magistrat du temps d’Auguste.

## Sources
- (en) Cet article est partiellement ou en totalité issu de l’article de Wikipédia en anglais intitulé « Marcia Furnilla » (voir la liste des auteurs).